# Communes de la province de Lodi
- Haut – A
- B
- C
- D
- E
- F
- G
- H
- I
- J
- K
- L
- M
- N
- O
- P
- Q
- R
- S
- T
- U
- V
- W
- X
- Y
- Z

## A
- Abbadia Cerreto

## B
- Bertonico
- Boffalora d'Adda
- Borghetto Lodigiano
- Borgo San Giovanni
- Brembio

## C
- Camairago
- Casaletto Lodigiano
- Casalmaiocco
- Casalpusterlengo
- Caselle Landi
- Caselle Lurani
- Castelnuovo Bocca d'Adda
- Castiglione d'Adda
- Castiraga Vidardo
- Cavacurta
- Cavenago d'Adda
- Cervignano d'Adda
- Codogno
- Comazzo
- Cornegliano Laudense
- Corno Giovine
- Cornovecchio
- Corte Palasio
- Crespiatica

## F
- Fombio

## G
- Galgagnano
- Graffignana
- Guardamiglio

## L
- Livraga
- Lodi
- Lodi Vecchio

## M
- Maccastorna
- Mairago
- Maleo
- Marudo
- Massalengo
- Meleti
- Merlino
- Montanaso Lombardo
- Mulazzano

## O
- Orio Litta
- Ospedaletto Lodigiano
- Ossago Lodigiano

## P
- Pieve Fissiraga

## S
- Salerano sul Lambro
- San Fiorano
- San Martino in Strada
- San Rocco al Porto
- Sant'Angelo Lodigiano
- Santo Stefano Lodigiano
- Secugnago
- Senna Lodigiana
- Somaglia
- Sordio

## T
- Tavazzano con Villavesco
- Terranova dei Passerini
- Turano Lodigiano

## V
- Valera Fratta
- Villanova del Sillaro

## Z
- Zelo Buon Persico